# 普通話新聞
《普通話新聞》（英語：Putonghua News），香港亞洲電視新聞及公共事務部製作的新聞節目。香港時間逢星期一至五下午5時30分至5時50分於亞洲台與國際台播出，並於晚上7時至7時15分於亞洲台重播。

## 節目歷史
1993年10月4日起，《亞洲早晨》增設《國語新聞》。
1997年7月1日起，《國語新聞》易名《普通話本地新聞》，之後於2003年6月16日起易名《亞視普通話新聞》並增設《普通話經濟快訊》和《普通話天氣報告》及改於國際台逢星期一至五下午5時35分至6時05分播出；而亞洲電視本港台（美洲版）會於美國西岸逢星期一至五早上8時30分至9時及下午5時30分至6時播出。
2007年12月3日，新聞財經頻道開始試播，於同樣的時段與國際台聯播《普通話新聞》。
2007年12月31日，新聞財經頻道正式啟播，於同樣的時段與國際台聯播《普通話新聞》。
2008年9月28日起，《普通話新聞》節目改用16:9技術製作。
2011年5月2日起，亞洲台會於下午5時30分至5時50分與國際台播出《普通話新聞》。
2011年7月11日起，亞洲台會另於晚上10時至10時20分重播《普通話新聞》，賽馬夜將取消重播。
2011年8月15日起，亞洲台改為晚上9時30分至9時50分重播，賽馬夜將取消重播。
2012年8月13日起，為配合播放《娛樂CIA》，亞洲台改為晚上8時至8時20分重播，賽馬夜將取消重播。
2015年1月1日起，因亞洲電視資金緊絀而欠薪一個月，新聞部決定即日起取消播出《普通話新聞》。原時段國際台改為17:30-18:00播出《奇幻寶貝》，亞洲台改為17:30-18:00播出《開心到鎮》（1月1日直播《高清賽馬直撃》及1月2日則播出《回首2014 - 財經要覽》），原亞洲台重播時段改為再次重播當日08:45節目（1月1日及2日分別播出《回首2014 - 全球風雲》及《回首2014 - 兩岸經緯》）。。
2015年8月3日，亞視新聞部恢復製作《亞視普通話新聞》，改為只在星期一至五19:00-19:15於亞洲台錄播，並於20:00-20:15於亞洲台重播，沒有重新播放《普通話經濟快訊》和《普通話天氣報告》，並不與國際台聯播。
2015年8月31日起，改回逢星期一至五17:30-17:45直播，亞洲台與國際台聯播，而亞洲台19:00-19:15時段改為重播。
2015年9月7日起，國際台增加逢星期一至五23:35-23:50重播。
2016年2月1日起，國際台播放的新聞資訊改為顯示「歡迎收看亞洲電視」，亞洲台則維持播放新聞資訊；而節目時間由約15分鐘縮短5分鐘至10分鐘。
2016年2月3日起，因亞洲電視拖欠部分員工12月份薪金的1個月期限屆滿，預料會有員工相繼離職，再加上新聞部的人手資源短缺，亞視在沒有通知下即日起再度取消播出《普通話新聞》，至此節目全面停播。原時段國際台改為17:30-18:00播出《嶺南尋根之旅》，亞洲台改為17:30-17:45播出《開心詞堂》，原亞洲台重播時段（19:00-19:20）改為重播《環遊世界》；2月4日起改為17:30-17:55、19:00-19:30重播《藏寶Ⅱ》。

## 播出時間
- 首播：
  - 國際台和亞洲台同步現場直播逢星期一至五17:30-17:50。
- 重播：
  - 亞洲台逢星期一至五19:05-19:15。
  - 國際台逢星期一至五23:35-23:45。

## 主播安排
參見：亞視新聞

### 前任主播
- 男主播：范宇橋、朱博
- 女主播：高璐、衛鏡伊、王瑩、李燕妮、王君擎、邱潔驊、靜慧博、白鵬、王雪妮、張譯文、李紫娟、王昉、王玉婷